# 福克蘭群島同性婚姻
英國海外領土福克兰群岛的同性婚姻自2017年4月27日合法。允許同性伴侶結婚的法律於3月30日在立法議會通過，並於4月13日獲總督柯林·羅伯茲御准。該屬地還承認同性、異性的民事伴侶關係。
福克蘭群島是第7個同性婚姻合法化的英國海外領土，也是繼皮特肯群島與直布羅陀後第3個承認民事伴侶關係的英國海外領土。

## 背景
大不列顛王國於1765年首次聲稱對福克蘭群島擁有主權，英國、法國與西班牙定期在福克蘭群島駐軍，直至1811年所有駐軍撤出。1833年，英國重申其對福克蘭群島的主權，並邀請民間人士居住於群島。
《1949年婚姻條例》（Marriage Ordinance 1949）於1949年12月31日頒布，適用於福克蘭群島及南乔治亚和南桑威奇群岛。該條例規定了結婚執照的頒發，並授權福克兰群岛总督任命登記員來舉行結婚典禮。該條例未明確禁止同性婚姻，亦未定義“婚姻”一語。不過依據普通法，同性婚姻自始就被視為無效，因此同性伴侶無法在群島結婚。該條例於1996年廢除，並由《1996年婚姻條例》取代（Marriage Ordinance 1996），該條例在承認同性結合方面並無變化。

## 同性婚姻法律
2015年5月13日，福克蘭群島檢察總長馬克·劉易斯（Mark Lewis）建議行政委員會考慮將該屬地內的同性婚姻或民事伴侶關係合法化。2016年1月13日，委員會經公眾諮詢後指示檢察總長準備《婚姻條例》修正案，以允許同性婚姻。公眾諮詢發現90%的受訪者支持同性婚姻，94%的受訪者支持所有伴侶建立民事伴侶關係。
檢察總長的修正案草案於2017年2月22日由行政委員會審議。委員會指示劉易斯在官方公報公布該修正案，從而開始一讀立法程序，並準備實施所需的後續立法。2017年3月30日，立法議會以7票同意對1票反對通過同性婚姻法案，其中立法議會議員簡·奇克、羅傑·愛德華茲、巴里·埃爾斯比、伊恩·漢森、麥可·普爾、菲爾·倫德爾、加文·肖特同意，邁克·薩默斯反對，同性伴侶結婚及建立民事伴侶關係最終獲允許。該法案於4月13日獲總督柯林·羅伯茲御准，2017年4月29日生效。慶祝同性婚姻合法化的社群活動於同日在斯坦利舉行
《婚姻條例》第3A(1)與3B條規定：
同性伴侶之婚姻為合法。
依本條例結成之同性婚姻，須以等同男女婚姻之方式對待，並享有相同地位。
《釋義及通則條例》（Interpretation and General Clauses Ordinance）亦經修訂，聲明“婚姻”包含依《1996年婚姻條例》舉行或承認的同性婚姻，並聲明所有提及“夫”、“妻”、“夫妻”的內容，以及所有其他條例中的“寡婦與鰥夫”應理解為包含同性伴侶。法律定義民事伴侶關係為“一男一女或兩位同性（“民事伴侶”）登記為彼此之民事伴侶所形成之關係”。福克蘭群島承認在福克蘭群島以外（如英國本土）結成的民事伴侶關係。
首例同性婚姻於2017年11月20日在彭布羅克角附近的克里斯蒂娜灣（Christina Bay）結成。